# Thunder Road (2018)
Thunder Road é um filme de comédia dramática americano de 2018 escrito, dirigido e estrelado por Jim Cummings, baseado na curta-metragem com o mesmo nome de 2016. O elenco principal conta, para além de Jim Cummings, com os atores Kendal Farr, Nican Robinson, Macon Blair, Jocelyn DeBoer, Chelsea Edmunson, Ammie Leonards e Bill Wise. Recebeu o Grande Prémio do Júri no SXSW Film Festival de 2018. Após a curta-metragem Thunder Road (2016) ter recebido vários prémios e críticas positivas em diversos festivais, a produção para a longa-metragem começou com uma campanha no Kickstarter.

## Enredo
Jim Arnaud, um agente da polícia que se debate com um divórcio e uma tóxica disputa pela custódia legal de sua filha Crystal, enfrenta um novo obstáculo ao tentar aceitar a recente e inesperada morte de sua mãe.

## Elenco
- Jim Cummings como Jim Arnaud
- Kendal Farr como Crystal Arnaud
- Nican Robinson como Nate Lewis
- Macon Blair como Dustin Zahn
- Jocelyn DeBoer como Rosalind Arnaud
- Chelsea Edmundson como Morgan Arnaud
- Ammie Leonards como Celia Lewis
- Bill Wise como Capitão
- Jordan Fox como Doug
- Frank Mosley como Homem Sem-Abrigo
- Jacqueline Doke como Jocelyn
- Chris Doubek como Homem de Bicicleta
- Tristan Riggs como Tony
- Kevin Olliff como Chris

## Recepção
O agregador de críticas Rotten Tomatoes relata um índice de aprovação de 96%, com uma classificação média de 7.7/10, com base em 84 avaliações. O consenso crítico do site diz: "Thunder Road habilmente equilibra o drama emocional e comovente contra a comédia contundente - e serve como um excelente cartão de visita para o escritor-diretor Jim Cummings". De acordo com o site Metacritic, que avaliou 17 críticas, o filme possuiu uma pontuação média ponderada de 79 em 100, tendo recebido "críticas geralmente favoráveis".
Owen Gleiberman, da Variety, escreveu: "Este é um dos primeiros dramas a se aprofundar na crise de coração da América - o esmagamento do espírito que emergiu de um mercado de trabalho em colapso e do vício em drogas e a perda de fé subjacente. Em Thunder Road, Cummings cria um personagem indelével que está todo enredado naquele desastre, mas com uma teimosia que se transforma em algo como bravura, ele se livra dela. Ele se salva tornando-se num ser humano. É um alívio parar de rir dele, apenas para perceber que podemos querer chorar por ele." Alex Godfrey, do Empire, deu ao filme 4 estrelas em 5, dizendo que " Thunder Road é um tour de force turn do seu criador, que oferece um desempenho imprevisível como nunca vimos antes. Sentado no cinema, perto demais para o conforto, não se pode escapar dele e, surpreendentemente, realmente não queremos. É assustadoramente, gratificantemente íntimo."
David Fear, da Rolling Stone, chamou o filme de "um clássico instantâneo", dizendo: "No papel, Thunder Road parece difícil de vender - então devemos simpatizar com algum tipo de Homem Solitário de Deus com problemas de raiva não resolvidos, muito menos um possivelmente violento com distintivo? Mas Cummings permite que se veja como a personagem é fraturada, alguém que está a tentar desvendar um legado de curvas erradas e instabilidade emocional, que tenta alcançar algum tipo de paz e clareza através de todos os seus sentimentos nebulosos também."

## Prémios e nomeações
| Prêmio                                      | Data da cerimônia       | Categoria                                               | Destinatário                                                   | Resultado |
| ------------------------------------------- | ----------------------- | ------------------------------------------------------- | -------------------------------------------------------------- | --------- |
| South by Southwest                          | 2018                    | Grande Prémio do Júri SXSW - Melhor Narrativa           | Thunder Road                                                   | Vencedor  |
| Sidewalk Film Festival                      | 2018                    | Melhor Narrativa                                        | Thunder Road                                                   | Vencedor  |
| Festival Internacional de Cinema de Seattle | 2018                    | Grande Prémio do Júri - New American Cinema Competition | Thunder Road                                                   | Vencedor  |
| Festival Internacional de Cinema de Seattle | 2018                    | Prémio Golden Space Needle - Melhor Ator                | Jim Cummings                                                   | Nomeado   |
| Festival de Cinema Americano de Deauville   | 2018                    | Grande Prémio                                           | Thunder Road                                                   | Vencedor  |
| Festival de Cinema de Nashville             | 2018                    | Grande Prémio do Júri - Novo Diretor                    | Thunder Road Jim Cummings                                      | Vencedor  |
| Festival de Cinema de Fayetteville          | 2018                    | Melhor Narrativa                                        | Thunder Road                                                   | Vencedor  |
| Festival de Cinema da Filadélfia            | 2018                    | Prémio Archie - Melhor Primeira Longa-Metragem          | Thunder Road Jim Cummings                                      | Nomeado   |
| Festival de Cinema de Munique               | 2018                    | Melhor Filme de um Diretor Emergente                    | Thunder Road                                                   | Nomeado   |
| Festival Internacional de Cinema de Búfalo  | 2018                    | Melhor Narrativa de Longa-metragem                      | Thunder Road                                                   | Nomeado   |
| Festival de Cinema de Atenas                | 2018                    | Melhor Cinematografia                                   | Thunder Road Lowell A. Meyer                                   | Nomeado   |
| Prémios Independent Spirit                  | 23 de fevereiro de 2019 | Prémio John Cassavetes                                  | Jim Cummings, Natalie Metzger, Zack Parker e Benjamin Weissner | Nomeado   |